# VK Zaretje Odintsovo
VK Zaretje Odintsovo (ryska: Заречье-Одинцово) är en volleybollklubb från Odintsovo, Ryssland. Klubben grundades 1987.
Klubben blev ryska mästare 2007/2008 och 2009/2010 och vann ryska cupen 1995, 2002, 2003, 2004, 2006 och 2007. På Europa-nivå har de både vunnit (2014) och gått till final i (2007) CEV Challenge Cup samt nått final i den mer prestigefyllda CEV Champions League 2008.